# Морски јежеви
{{automatic taxobox
| name = Морски јежеви
| image = Strongylocentrotus purpuratus P1160330.jpg
| image_width = 250п
| image_caption = 
| taxon = Echinoidea
| authority= Leske, 1778
| subdivision_ranks = поткласе
| subdivision = 
- -{Perischoechinoidea
- Euechinoidea}-

}}
Морски јежеви су класа животиња из типа бодљокожаца. Познато је око 800 врста морских јежева. Већина врста креће се цевастим ножицама, које се избацују кроз мале отворе на љуштури. Неке врсте ходају и на бодљама.
Уста им се налазе са трбушне стране, на средини и имају 5 зуба. Бодље су им веома чврсте и шиљате и неки морски јежеви се служе њима да би рили по песку или чак у стени. Неки морски јежеви имају отровне бодље.

## Систематика
Класа морских јежева дели се на две поткласе, које се даље деле на надредове или редове.
поткласа 
ред 
поткласа 
надред 
ред 
ред 
надред 
ред 
ред 
ред 
надред 
ред 
ред 
ред 
ред 
ред 
надред 
ред 
ред 